# Anna Noblet
Anna Noblet (ur. 17 czerwca 2000 w Venelles) – francuska siatkarka, grająca na pozycji libero. Od sezonu 2017/2018 występuje w drużynie Pays d'Aix Venelles.